# Transfer (organisation)
Transfer är en ideell organisation vars främsta uppgift är att förmedla kostnadsfria föreläsningar från 
näringslivet till gymnasieskolor. Organisationen har 1 500 föreläsare i Sverige och höll under 2006 cirka 1 200 föreläsningar på 200 skolor. Organisationen finns i Stockholm/Uppsala, Örebro, Göteborg och Skåne.